# الکساندر شیشلیانیکف
سرتیپ الکساندر ولادیمیروویچ شیشلیانیکُف (انگلیسی: Alexander Shishlyannikov؛ زادهٔ ۳ نوامبر ۱۹۵۰) یک نظامی اهل تاجیکستان است. وی نخستین وزیر مدافعه (دفاع) جمهوری تاجیکستان است. وی دارای قومیت روس است. در سال ۱۹۹۳ میلادی به عنوان وزیر دفاع تاجیکستان برگزیده شد تا اینکه در ۱۹۹۵ جای خود را به شیرعلی خیرالله‌اف داد.

## یادداشت
1. ↑  در درجه‌بندی نظامی شوروی پیشین و بیشتر کشورهای به جا مانده از آن Major General برابر سرتیپ است.